# Wiwibloggs
Wiwibloggs é um fã site e um canal no YouTube centrado no Festival Eurovisão da Canção, foi lançado em 2009 pelo jornalista vietnamita-americano que mora em Londres, William Lee Adams.

## História
Em abril de 2015, o Wiwibloggs ganhou a categoria de Artes e Cultura nos UK Blog Awards. William Lee Adams, o fundador do site, foi júri nas selecções nacionais de vários países, entre os quais destacam-se: a Arménia em 2017, a Bielorrússia em 2020, a Finlândia todos os anos entre 2017 e 2021, a Alemanha como membro do painel de 100 membros do júri de fãs em 2019, a Noruega em 2017 e 2018, a Roménia em 2019, juntamente com o colega correspondente do Wiwibloggs Deban Aderemi e Espanha. Os colaboradores da Wiwibloggs também estiveram entre os jurados das selecções da Letónia e de Portugal. Em alguns casos, o seu papel como jurados nas finais das selecções nacionais foi criticado pelos meios de comunicação social locais.
Durante o Festival Eurovisão da Canção de 2016, Adams e Aderemi foram convidados especiais no «Studio Eurovision», o programa de antevisão da Eurovisão da emissora sueca SVT.
William fez uma participação especial como ele próprio no Eurovision Song Contest: The Story of Fire Saga, em 2020.